# Chung-cchun
Chung-cchun je vesnice v čínské provincii An-chuej, která byla založena v roce 1131. V současnosti se v ní nachází asi 150 dobře zachovalých usedlostí z doby dynastií Ming (1368–1644) a Čching (1644–1911), které jsou vyhledávanou turistickou atrakcí. 
Pro svou historickou hodnotu byla vesnice Chung-cchun spolu s obcí Si-ti přiřazena ke světovému dědictví UNESCO.
Půdorys vesnice včetně říček a vodních ploch je přirovnáván k buvolovi. Kolorit dokreslují důmyslně rozmístěné zavlažovací kanály. 
Mezi významné památky patří residence Čchen-č′, kterou nechal postavit bohatý obchodník v době dynastie Čching. Rozkládá se na ploše asi 2000 m². Obdivuhodné je především obrovské množství precizních dřevořezeb s tradičními čínskými náměty.

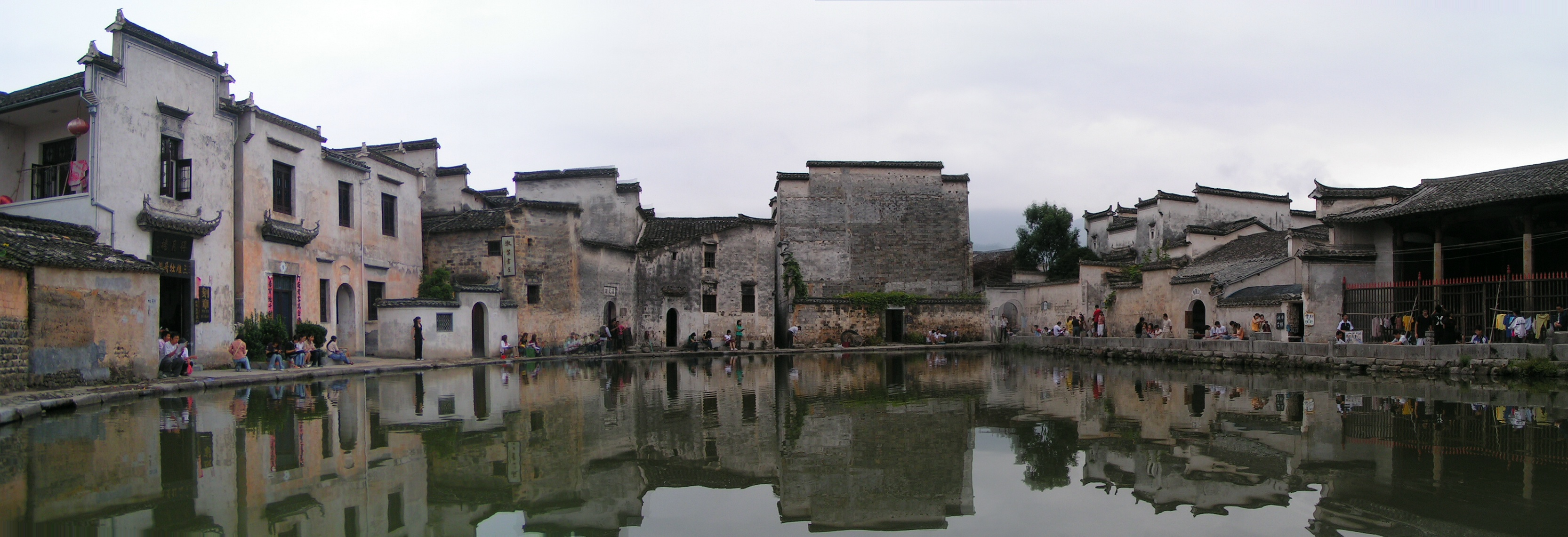
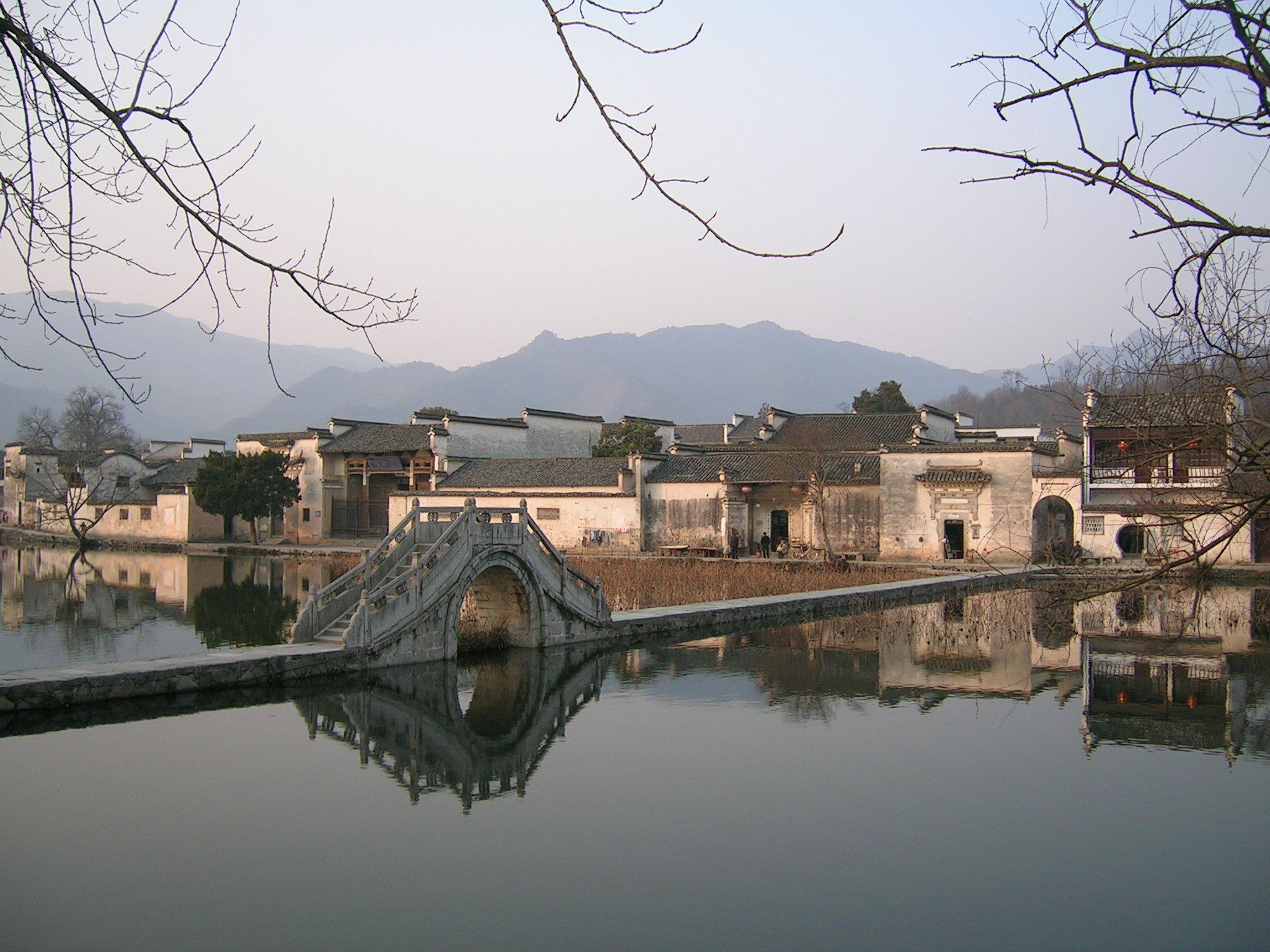
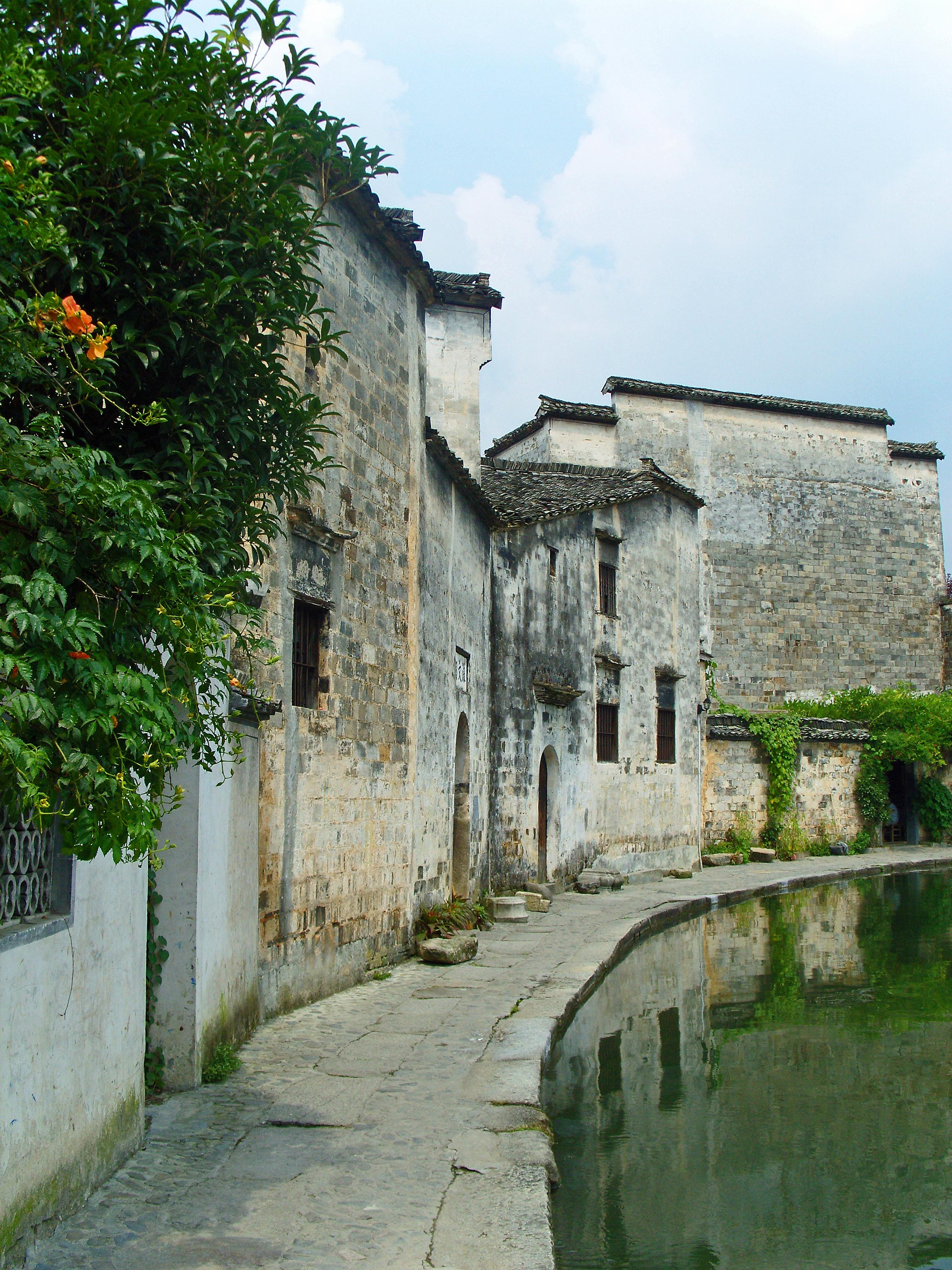
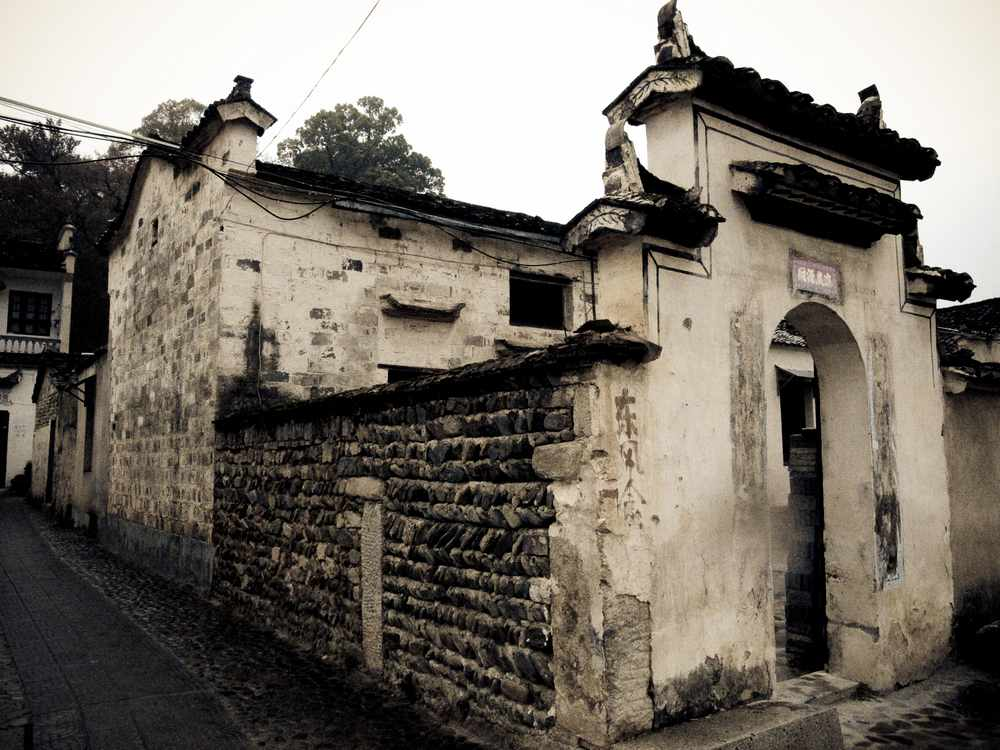